# 狭叶兔儿风
狭叶兔儿风（学名：Ainsliaea angustifolia）为菊科兔儿风属的植物。分布在印度、越南以及中国大陆的西藏、云南、贵州等地，生长于海拔2,000米至2,800米的地区，见于针叶林、林缘、山坡以及水沟，目前尚未由人工引种栽培。

## 异名
- Ainsliaea reflexa Merr. var. nimborum Hand.-Mazz.